# Jesus He Knows Me
Jesus He Knows Me è un singolo del gruppo musicale britannico Genesis, pubblicato il 13 luglio 1992 come quarto estratto dal quattordicesimo album in studio We Can't Dance.

## Descrizione
La canzone è una satira del televangelismo americano, pubblicata in un periodo nel quale molti telepredicatori come Robert Tilton, Jim Bakker, Larry Lea e Benny Hinn erano sotto inchiesta con l'accusa di aver estorto denaro ai propri fedeli, dietro la promessa della "salvezza eterna". Il testo nacque spontaneamente in studio di registrazione: 
(Phil Collins)
(Tony Banks)

### Pubblicazione
Pubblicata su singolo, la traccia raggiunse la ventesima posizione in classifica in Gran Bretagna e la numero 23 negli Stati Uniti.
Come tutti gli altri singoli estratti da We Can't Dance, Jesus He Knows Me fu pubblicata su CD (in due formati) e su vinile. Tutti i formati comprendevano la traccia Hearts on Fire non inclusa in We Can't Dance, come B-side principale.
Il "Single Mix" di Jesus He Knows Me ha un suono del coro più potente rispetto alla versione sull'album, maggiormente adatto ai passaggi radiofonici.

### Esecuzioni dal vivo
Il brano fu eseguito dal vivo nel corso del We Can't Dance Tour del 1992, anche se la canzone fu in predicato di essere esclusa dal set data la sua messa in ridicolo della religione che avrebbe potuto urtare la suscettibilità di una parte del pubblico.

## Video musicale
Il videoclip vede la presenza di Phil Collins nella doppia veste di un telepredicatore senza scrupoli che vive come un milionario grazie alle donazioni dei suoi fedeli seguaci, e di un fervente religioso con tanto di riporto ed occhiali. Il taglio fortemente comico e grottesco del video comprende anche gli altri membri della band, Tony Banks e Mike Rutherford, nei panni di predicatori televisivi. Collins, in completo arancio e vistosa parrucca nera, cerca di racimolare dal suo pubblico 18 milioni di dollari in un solo weekend perché "il Signore glielo ha chiesto" («The Lord told it to him»).

Per la sua interpretazione, Collins prese spunto da un fatto reale: 
(Phil Collins)
A circa 2:40 del video è possibile scorgere una immagine di alcuni membri del pubblico con in mano un cartello recante la scritta "Genesis 3:25". Nonostante l'evidente intenzione di rifarsi alla Bibbia, la scritta non è riferita a un versetto della Genesi, bensì al fatto che il gruppo era all'epoca costituito da tre membri con 25 anni di carriera alle spalle (la band si formò nel 1967, ma il video risale al 1992, anche se solo Banks e Rutherford erano nei Genesis sin dall'inizio).
Nella versione originale del video, il "numero verde gratuito" riservato ai fedeli per le donazioni mostrato in sovraimpressione era 1-555-GEN-ESIS. Nelle successive edizioni del filmato il numero venne oscurato.
Nel video, Collins è ritratto sulla copertina di svariate riviste religiose inventate, i cui titoli però sono storpiature di pubblicazioni realmente esistenti (Spirit Illustrated, Rolling Souls, MITE (anagramma di TIME) e God's Housekeeping).
Il video ricevette una nomination ai Brit Awards nel 1993.

## Tracce
CD maxi
1. Jesus He Knows Me (single mix) – 4:18
2. Hearts on Fire – 5:15
3. I Can't Dance (the other mix) – 6:00

7" single
1. Jesus He Knows Me (single mix) – 4:17
2. Hearts on Fire – 5:15

## Formazione
- Tony Banks – tastiere
- Phil Collins – voce, batteria
- Mike Rutherford – chitarra, basso

## Classifiche
| Classifica (1992)                | Posizione massima |
| -------------------------------- | ----------------- |
| Australia                        | 56                |
| Austria                          | 26                |
| Belgio (Fiandre)                 | 18                |
| Canada                           | 10                |
| Francia                          | 27                |
| Germania                         | 13                |
| Irlanda                          | 22                |
| Nuova Zelanda                    | 35                |
| Paesi Bassi                      | 18                |
| Regno Unito                      | 20                |
| Stati Uniti                      | 23                |
| Stati Uniti (adult contemporary) | 27                |
| Stati Uniti (mainstream rock)    | 24                |
| Stati Uniti (pop)                | 12                |
| Svezia                           | 38                |

## Curiosità
- La canzone è stata parodiata nell'episodio pilota dello show satirico serbo Nikad izvini, dove all'arcivescovo Amfilohije Radović, della Chiesa Ortodossa Serba, veniva fatto cantare il brano per salvare l'anima dei criminali di guerra serbi.
- La canzone è stata inclusa nella colonna sonora del film belga del 1996 L'ottavo giorno del regista Jaco Van Dormael.